# Gerpinnes

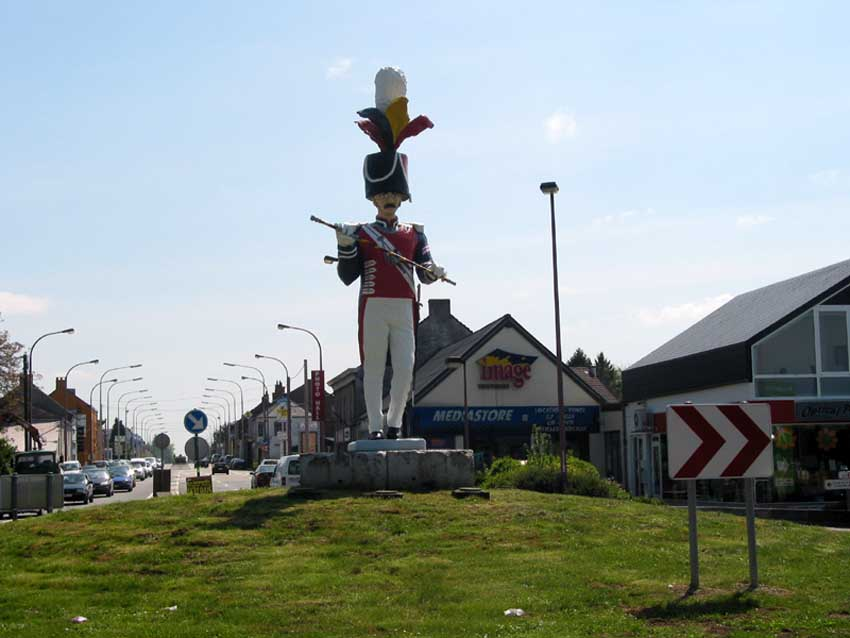
Statue eines napoleonischen Trommlers am Ortseingang

Gerpinnes (wallonisch Djerpene) ist eine Gemeinde im Osten der belgischen Provinz Hennegau. Sie entstand 1977 im Zuge der belgischen Gemeindereform aus sechs vormals selbständigen Orten. Die drei Weiler Fromiée, Hymiée und Les Lausprelle zählten bereits zuvor zur Gemeinde Gerpinnes.
Die Heilige Rolendis starb Mitte des 8. Jahrhunderts im Ortsteil Villers-Poterie. Ihr Grab in der Kirche von Gerpinnes entwickelte sich im Mittelalter zu einem bedeutenden Wallfahrtsort. Noch heute findet der Heiligen zu Ehren jährlich an Pfingsten eine Prozession statt, deren Teilnehmer in Uniformen aus der Zeit der Napoleonischen Kriege die rund 40 km lange Grenze der Gemarkung abschreiten. (Schnadegang)